# Jürgen Raab
Jürgen Raab (ur. 20 grudnia 1958 w Zeulenrodzie) – niemiecki piłkarz występujący na pozycji napastnika, reprezentant NRD, trener piłkarski.

## Życiorys

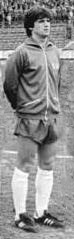
Raab w 1980

W 1972 roku został członkiem juniorskich drużyn BSG Einheit Triebes. W roku 1975 wstąpił do juniorów FC Carl Zeiss Jena, a rok później został włączony do pierwszej drużyny. W DDR-Oberlidze zadebiutował 3 grudnia 1976 roku w wygranym 2:1 wyjazdowym spotkaniu z Hansą Rostock. W swoim drugim meczu w DDR-Oberlidze, także przeciwko Hansie Rostock (7 maja 1977) zdobył pierwszego gola. Na początku 1978 roku Raab został podstawowym zawodnikiem swojej drużyny. W 1980 roku zdobył puchar kraju. W tym samym roku zdobył srebrny medal na mistrzostwach Europy U-21, występując także w obu meczach finałowych przeciwko ZSRR. W 1981 roku awansował do finału Pucharu Zdobywców Pucharów; Raab wystąpił w spotkaniu finałowym, przegranym przez Carl Zeiss z Dinamo Tbilisi 1:2. W sezonie 1980/1981 zdobył ponadto wicemistrzostwo NRD. W Carl Zeiss Jena Raab występował do 1993 roku. Ogółem w barwach tego klubu rozegrał 342 mecze w DDR-Oberlidze, w których zdobył 113 bramek. Wystąpił także w 34 meczach 2. Bundesligi, siedmiokrotnie zdobywając w nich gola.
W latach 1995–1997 był grającym trenerem VfB Pößneck. Następnie, do 2000 roku, trenował piłkarzy Rot-Weiß Erfurt, prowadząc klub w 98 meczach. W drugiej połowie 2000 roku był asystentem Nenad Bijedicia i Jörga Bergera w Bursasporze. W latach 2001–2003 pracował jako trener w FC Sachsen Leipzig, tracąc posadę wkrótce po spadku do Regionalligi. W 2004 roku był tymczasowym trenerem w Sachsen Leipzig i VfB Pößneck. W latach 2005–2008 był asystentem Hansa Meyera w 1. FC Nürnberg, a w latach 2008–2009 pełnił tę samą funkcję w Borussii Mönchengladbach. Następnie był skautem w Borussii. W lipcu 2010 roku został trenerem Carl Zeiss Jena, jednak po odniesieniu siedmiu porażek został zwolniony. W latach 2011–2013 pracował jako trener FC Einheit Rudolstadt i SSV Markranstädt, awansując z tym drugim klubem w 2012 roku do Oberligi. W październiku 2014 roku podjął pracę jako trener przygotowania fizycznego w reprezentacji Singapuru U-23, którą pełnił do końca czerwca 2015. Następnie był trenerem Young Lions. W latach 2016–2017 szkolił piłkarzy Grün-Weiß Stadtroda, po czym wrócił do Singapuru, obejmując stanowisko trenera Tampines Rovers. Z klubem tym odniósł 29 wygranych w 48 meczach S-League, a w październiku 2018 roku stracił posadę. W maju 2022 roku został doradcą w VfB Pößneck, zaś w lipcu został trenerem tego klubu.

## Statystyki ligowe
| Sezon     | Klub               | Liga          | Mecze | Gole |
| --------- | ------------------ | ------------- | ----- | ---- |
| 1976/1977 | FC Carl Zeiss Jena | DDR-Oberliga  | 4     | 1    |
| 1977/1978 | FC Carl Zeiss Jena | DDR-Oberliga  | 18    | 5    |
| 1978/1979 | FC Carl Zeiss Jena | DDR-Oberliga  | 26    | 10   |
| 1979/1980 | FC Carl Zeiss Jena | DDR-Oberliga  | 26    | 5    |
| 1980/1981 | FC Carl Zeiss Jena | DDR-Oberliga  | 25    | 8    |
| 1981/1982 | FC Carl Zeiss Jena | DDR-Oberliga  | 24    | 6    |
| 1982/1983 | FC Carl Zeiss Jena | DDR-Oberliga  | 26    | 7    |
| 1983/1984 | FC Carl Zeiss Jena | DDR-Oberliga  | 23    | 11   |
| 1984/1985 | FC Carl Zeiss Jena | DDR-Oberliga  | 26    | 10   |
| 1985/1986 | FC Carl Zeiss Jena | DDR-Oberliga  | 21    | 12   |
| 1986/1987 | FC Carl Zeiss Jena | DDR-Oberliga  | 25    | 7    |
| 1987/1988 | FC Carl Zeiss Jena | DDR-Oberliga  | 24    | 8    |
| 1988/1989 | FC Carl Zeiss Jena | DDR-Oberliga  | 24    | 10   |
| 1989/1990 | FC Carl Zeiss Jena | DDR-Oberliga  | 26    | 6    |
| 1990/1991 | FC Carl Zeiss Jena | NOFV-Oberliga | 24    | 7    |
| 1991/1992 | FC Carl Zeiss Jena | 2. Bundesliga | 30    | 5    |
| 1992/1993 | FC Carl Zeiss Jena | 2. Bundesliga | 4     | 2    |